# Чудская военная флотилия (1915—1919)
Чудская военная флотилия — формирование Военно-морского флота, созданное в 1915 году по инициативе Военного ведомства Российской империи.

## История флотилии
В сентябре 1915 года Военное ведомство приступило к созданию Чудской флотилии на случай дальнейшего отступления 6-й армии. База флотилии была оборудована в бухте Раскопель. Начальником флотилией стал контр-адмирал Н. Н. Коломейцев, помощником начальника по морской части капитан 2-го ранга Н. В. Саблин. К началу 1917 года в составе формирования находились пароходы «Император», «Цесаревич Алексей», «Ольга», «Юрьев», «Дельфин», вооружённые орудиями калибра менее 75-мм. Из-за вынужденного бездействия более половины офицеров и личного состава флотилии были к этому времени отозваны на действующий флот. После ареста Н. Н. Коломейцева в 1917 году и вплоть до Октябрьской революции флотилию возглавляли его заместители.
После Октябрьской революции Чудская флотилия официально вошла в состав РККФ, а её командующим был назначен Д. Д. Нелидов. Комиссаром стал анархист Д. К. Морозов.
Узнав о начале формирования антибольшевистских сил на северо-западе, Д. Д. Нелидов решил перейти на сторону белых. Некоторые историки считают, что это решение было связано также с доносом, написанным на него Яном Фабрициусом. В этом доносе командование Чудской флотилии обвинялось в сотрудничестве с немцами. Из бесед с командой Нелидов узнал о сочувственном отношении матросов к такому переходу, и 28 октября собранная в Раскопеле флотилия неожиданно снялась с якоря. Командир одного из пароходов («Софии») воспротивился решению командующего флотилией и даже распорядился обстрелять уходившие суда. Не считая нужным приводить его к повиновению и вести в занятый белыми частями Псков убеждённых коммунистов, Нелидов ушёл с тремя судами («Дельфин», «Народник» и «Президент») и спустя сутки прибыл в Псков, поступив в распоряжение командования Северным корпусом.
Оставшиеся в Раскопеле «Ольга», «Ермак» и «София» были подчинены новому командующему А. Н. Афанасьеву и в конце 1918 года приняли участие в поддержке наступления на Нарву.
Перешедшие на сторону белых «Дельфин», «Народник» и «Президент» вскоре произвели несколько обстрелов побережья, занятого советскими войсками и высадили десант на Талабских островах, после чего ушли на зимовку в Юрьев. Зимой город кратковременно перешёл под контроль РККА, поэтому после занятия города эстонскими войсками пароходы перешли под контроль Эстонии и получили эстонские названия, сформировав «Чудский дивизион». В состав эстонской флотилии также вошёл оставленный красными пароход «Юрьев».
16 марта 1919 года советская база Раскопель была атакована отрядом штаб-ротмистра С. Н. Булак-Балаховича. В плен попали 9 советских моряков, в том числе начальник базы; белые захватили несколько орудий, пулемётов и многочисленное имущество базы. Вмёрзшим в лёд пароходам белые части не причинили никакого вреда и вскоре отошли на исходные позиции. Сразу после этого налёта поступило распоряжение о немедленном воссоздании советской флотилии на Чудском озере.
После окончания ледостава, 3 мая эстонская флотилия в полном составе подошла к Раскопелю и подвергла береговые сооружения обстрелу. 16 мая обстрел был произведён вновь, кроме того, части Северо-Западной армии подошли вплотную к Раскопелю; эстонская флотилия начала блокаду гавани с целью предотвращения ухода кораблей красных. 18 мая советские начальники базы получили распоряжение, предписывающее эвакуировать Раскопель. Пароход «София», катер «Мотылёк» и малые моторные катера были затоплены, а остальным судам было приказано прорываться в Псковское озеро. Однако, вышедшие ночью 20 мая под начальством комиссара Морозова «Ольга» и «Ермак» обстреляли позиции советских войск, и, подняв Андреевские флаги, перешли на сторону белых. После этого, 4 августа 1919 года советская Чудская флотилия была расформирована за отсутствием судового состава, а её имущество было передано в Припятьскую флотилию.
«Ольга» и «Ермак» были переданы эстонскому «Чудскому дивизиону» и на протяжении 1919 года оказывали содействие наступающим частям Северо-Западной армии белых.
2 февраля 1920 года в Юрьеве был заключён мирный договор между РСФСР и Эстонией. Согласно условиям договора, на Чудском и Псковском озёрах обе стороны могли иметь лишь таможенные флотилии.